# Paemanen
Die Paemanen (auch Paemaner oder Permanen, lateinisch Paemani) sind ein keltischer oder keltogermanischer Volksstamm, der aus De bello Gallico von Gaius Iulius Caesar bekannt ist. 
Caesar zählt die Paemanen zusammen mit den Eburonen, den Caerosern und den Condrusern zu den linksrheinischen Germanen (Germani cisrhenani). Zusammen stellten diese beim Krieg der Belger gegen Caesar im Jahr 57 v. Chr. 40.000 Bewaffnete. Das Siedlungsgebiet der Paemanen lag wohl im Gebiet der Eifel-Ardennen zwischen den Stammesgebieten der Treverer, der Eburonen und dem der jenseits der Maas lebenden Remer.
Der spätantike Historiker Orosius las die Textstelle bei Caesar als Caemani, weshalb sie bei späteren Autoren auch unter diesem Namen erscheinen.